# حارة السعدية
حارة السعدية أحد حارات الحي الإسلامي في البلدة القديمة لمدينة القدس. وهي من الحارات المتميزة بوجود عدد كبير من مقامات الأولياء والشهداء المُسلمين. ومن منافذ هذة الحارة الرئيسية هو باب الساهرة شمال المدينة، حيث الطريق الي المسجد الأقصى. معظم السكان في هذه الحارة من المسلمين. حاولت إسرائيل الاستيلاء على بعض البيوت، ولكن تصدي السكان حال دون ذلك الاّ من بعض البيوت المصادرة عنوة.